# The Vue

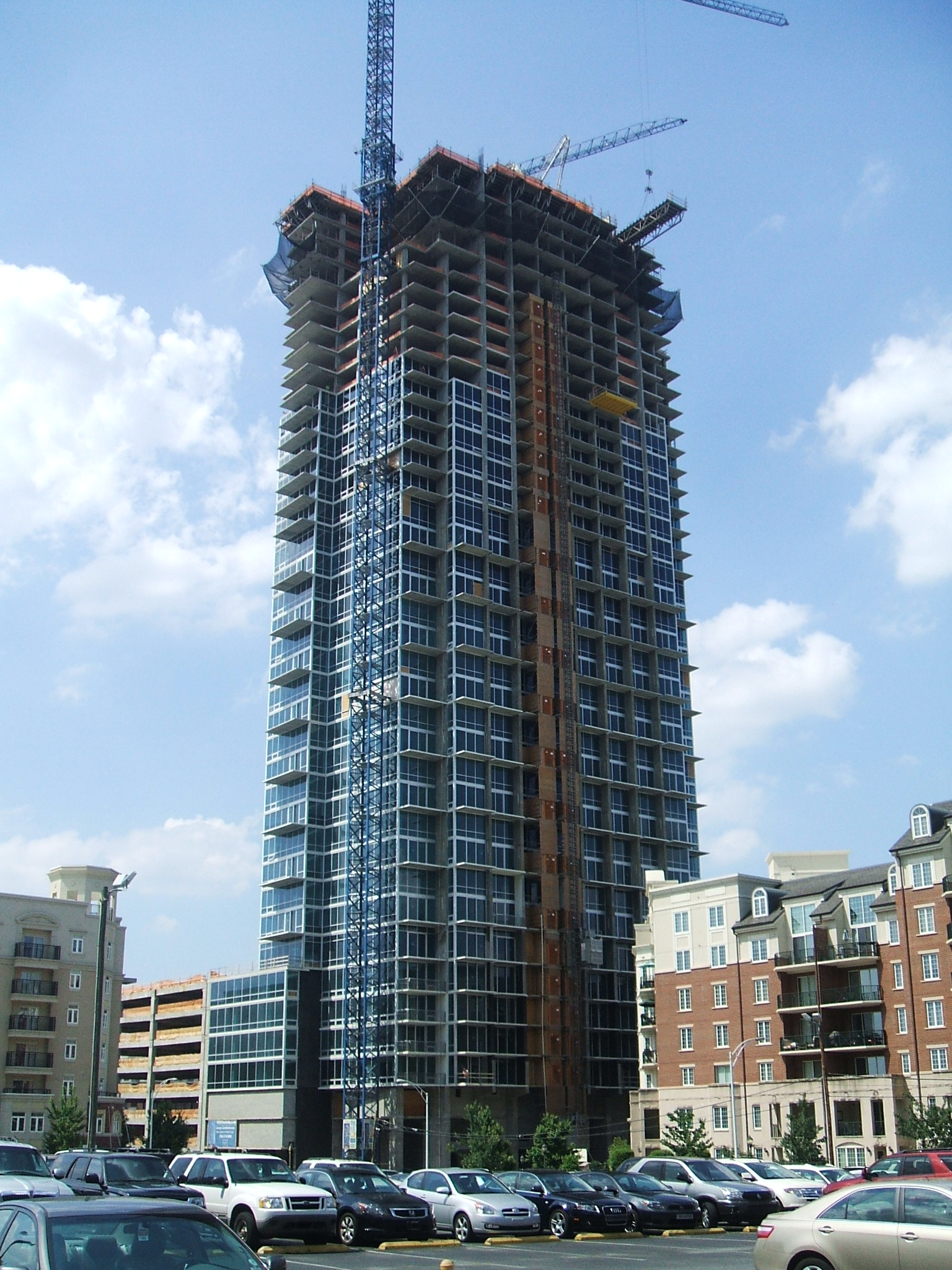
The Vue en construction

The Vue, ou The Vue Charlotte, est un gratte-ciel de 206 mètres (677 pieds) de hauteur, complété en 2010, dans la ville de Charlotte, en Caroline du Nord, aux États-Unis.
Il compte 51 étages et il est l'un des immeubles résidentiels les plus élevés de l'État de Caroline du Nord et du Sud-Est des États-Unis.